# Galindowie

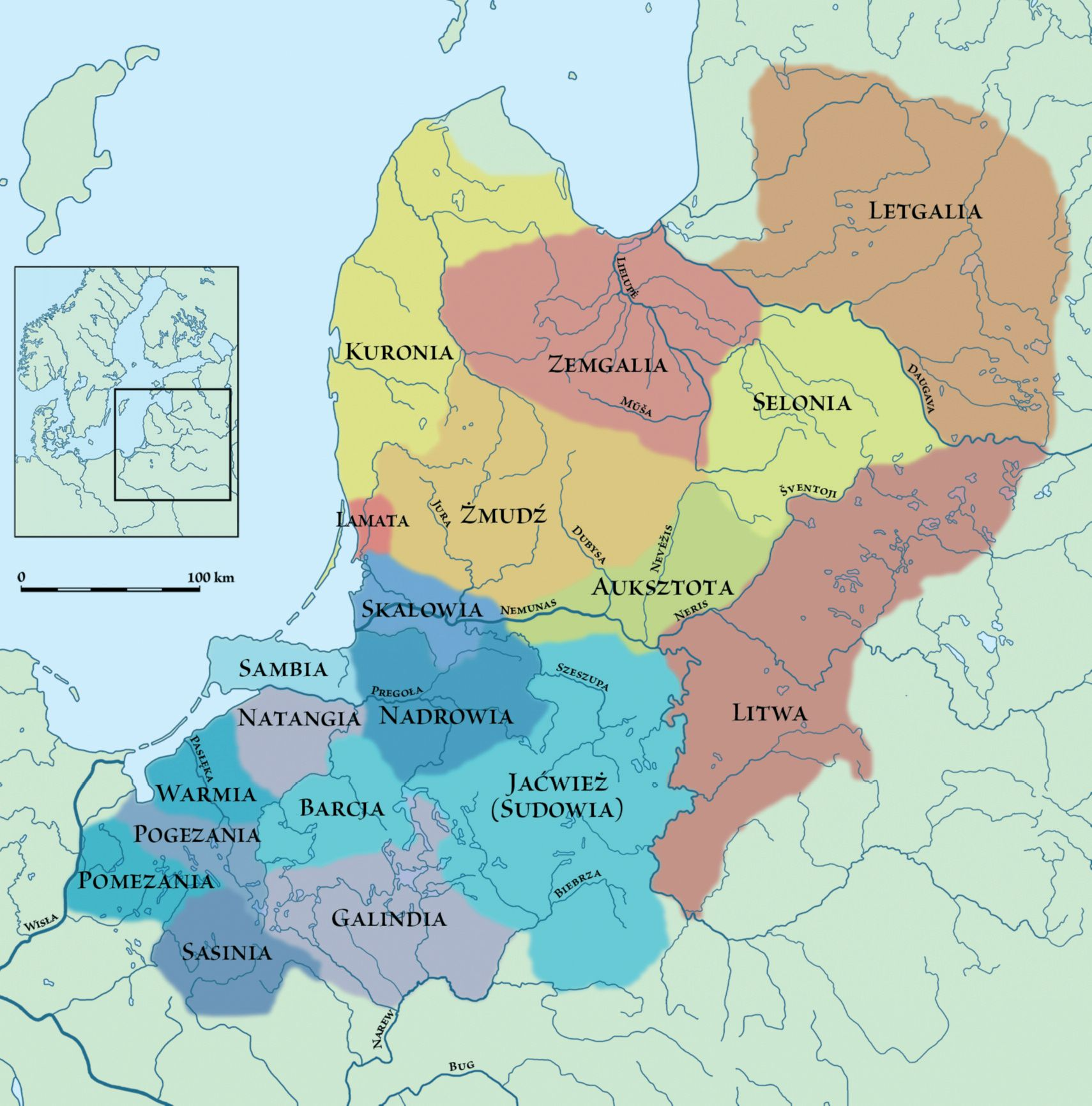
Plemiona bałtyjskie około 1200 roku

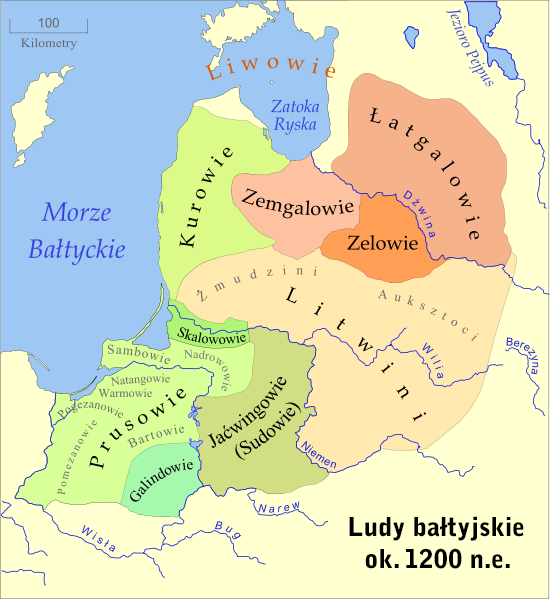
Plemiona Bałtów ok. 1200 roku

Podział plemienny Prus w XIII wieku

Galindowie – plemię bałtyjskie zamieszkujące tereny obecnych Mazur na wschód od rzeki Łyny po Wielkie Jeziora Mazurskie. Okres bytowania Galindów na tych terenach datuje się na około V w. p.n.e. – XIII w. n.e., a ich ziemie jeszcze później nazywane były Galindią. Przypuszczalnie plemię to wyginęło jeszcze przed przybyciem do Prus Krzyżaków.

## Nazwa
Nazwa Galindowie została po raz pierwszy użyta przez Klaudiusza Ptolemeusza II w. (stgr. Γάλιυδάι – czyt. Galindai), a następnie pojawia się w bardzo zbliżonej formie w średniowiecznych źródłach łacińskich (łac. Galindi, Galindite, Galindae).
Nazwę wywodzi się od bałtyjskiego wyrazu oznaczającego „koniec, kres” (por. lit. galas „koniec”, łot. gals „koniec”, łat. „koniec”, prus. – galindis „koniec”, galion „umarły, martwy”, gallans „śmiertelny”, golis „zgon”). Znaczyłaby więc to samo co pierwotnie „ukrainiec, kresowiak”: (prusu zemes) gale gyvenas, czyli „człowiek mieszkający na krańcu (ziemi pruskiej)”. Według innych opinii nazwa wywodzi się od słowa „silny, mocny” (por. lit.  gala „siła”, galingas „silny”).
Łacińskie źródła duńskie, polskie i krzyżackie z XIII wieku mówią o krainie „Galindii” w południowych Prusach, a o ludzie Galindów wspominają jako już wymarłym.

## Terytorium

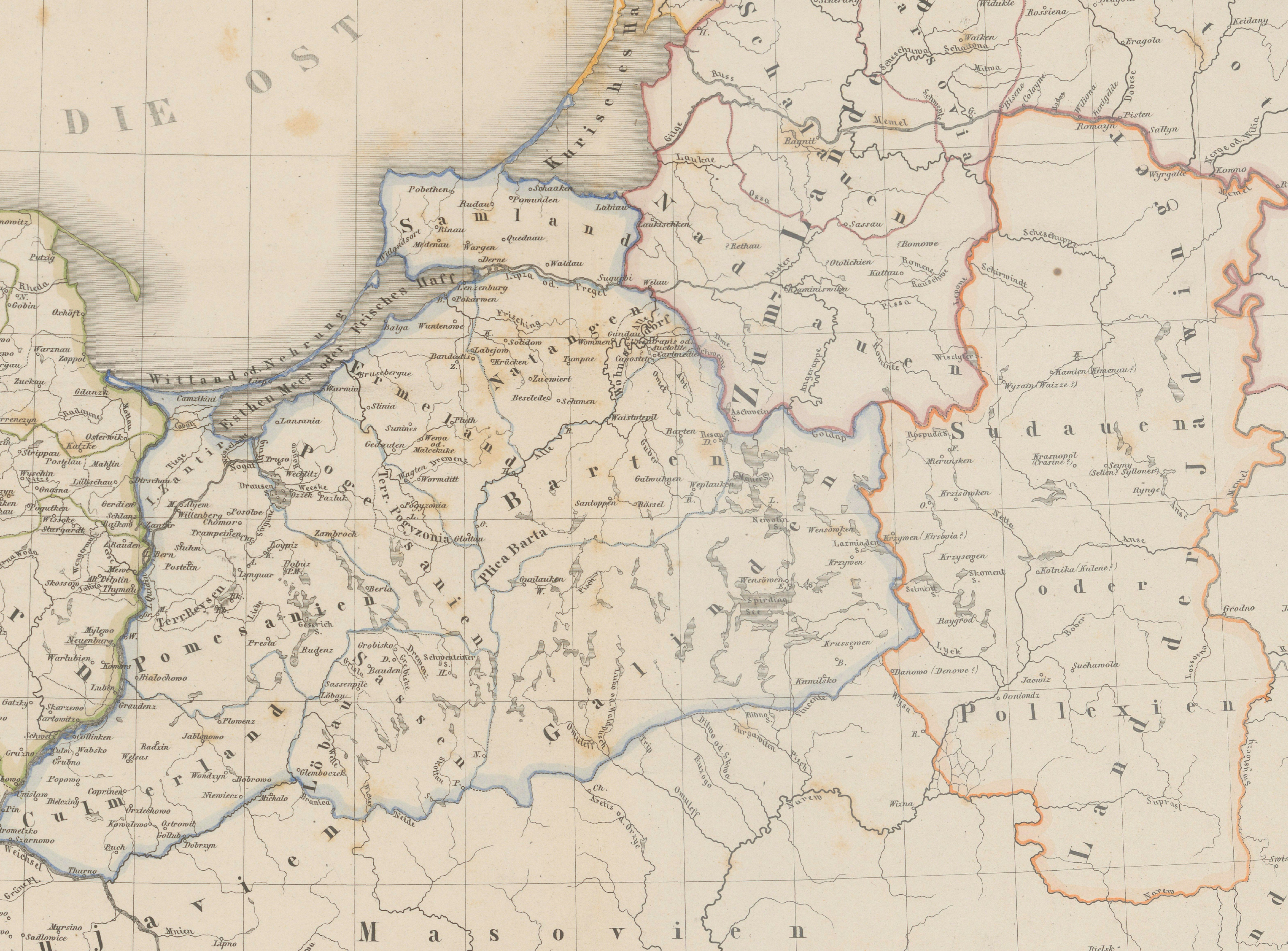
Prusy plemienne według Maxa Toeppena, 1858

Galindowie prawdopodobnie zajmowali tereny między górnym biegiem rzeki Łyna a Jeziorem Śniardwy. Zasięg ten odpowiada obszarowi Galindii przedstawionemu na mapie ziem pruskich Caspara Hennebergera z 1584 Pochówki Galindów znaleziono na cmentarzyskach w Burdągu, Wyszemborku, Leleszkach, Tumianach, Kielarach, Kosewie. Pozostawili po sobie grodziska m.in. w Pasymiu, Szestnie-Czarnym Lesie, Staświnach, Jeziorku koło Giżycka.

## Historia

### Starożytność i kultury archeologiczne

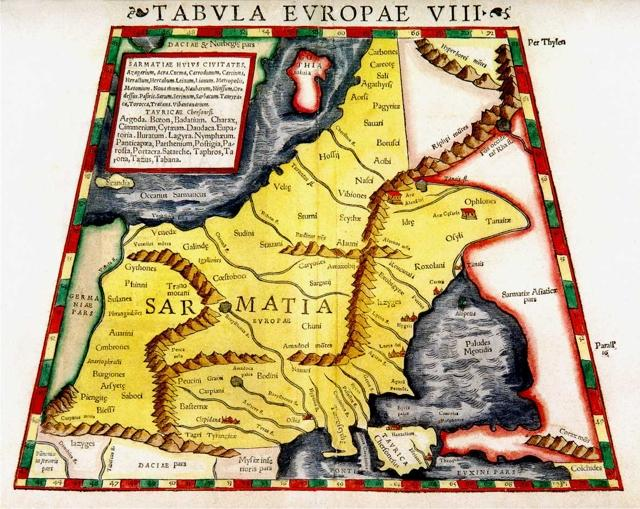
Galindowie na mapie Sarmacji europejskiej na podstawie Geografii Ptolemeusza. Rycina Sebastiana Münstera.

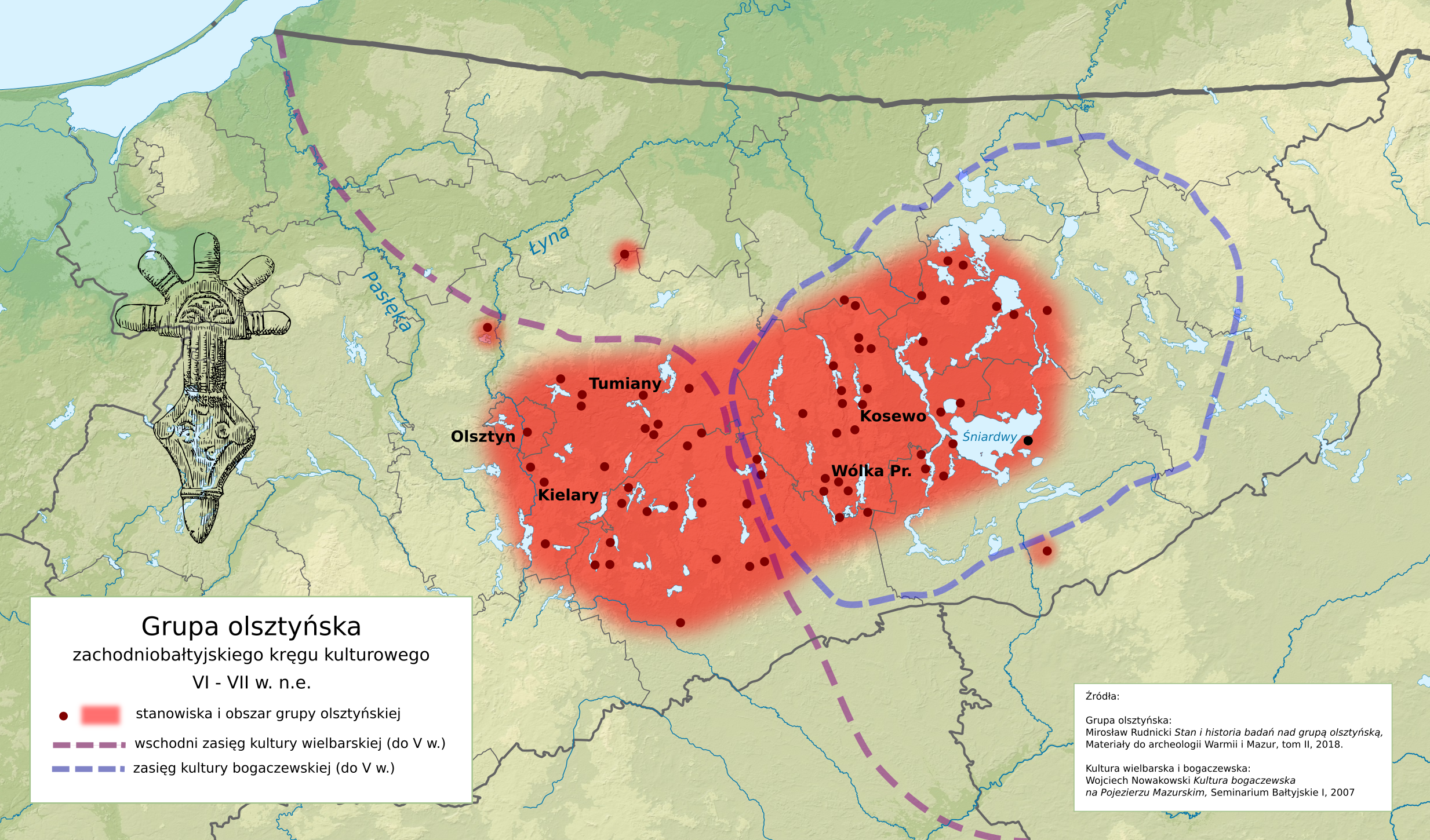
Zasięg kultury grupy olsztyńskiej (VI-VII w.) oraz kultury wcześniejsze: wielbarska (gocko-gepidzka) i bogaczewska (galindzka).

W opisie Geografia grecki autor z II wieku n.e., Klaudiusz Ptolemeusz wzmiankuje lud Galindai (Γάλιυδάι), żyjący na wschód od siedzib Gytones (Gotów) w rejonie ujścia Wisły, na zachód od plemienia Soudinoi (Sudowów).
Archeolodzy identyfikują lud Galindai z tzw. kulturą bogaczewską rozwijającą się na wschodnim obszarze Pojezierza Mazurskiego od około I do początku V wieku.
Na początku VI wieku wykształciła się grupa olsztyńska, która obejmowała obszar wcześniejszej kultury bogaczewskiej (galindzkiej) i część kultury wielbarskiej (gocko-gepidzkiej). Grupa ta charakteryzowała się tym, że prowadziła bardzo ożywione kontakty handlowe, a w miejscach w których mieszkała znajdowane były bogate ozdoby z różnych części Europy, które mają odpowiedniki w kulturach germańskich. Grupa ta nie budowała grodów i zamieszkiwała osady nieobronne. Według niektórych opinii twórcami kultury olsztyńskiej byli germańscy Herulowie. Grupa olsztyńska zanikła jednak z nieznanych powodów w końcu VII wieku i z okresu późniejszego nie są znajdowane już po niej ślady.

### Galindowie w średniowieczu

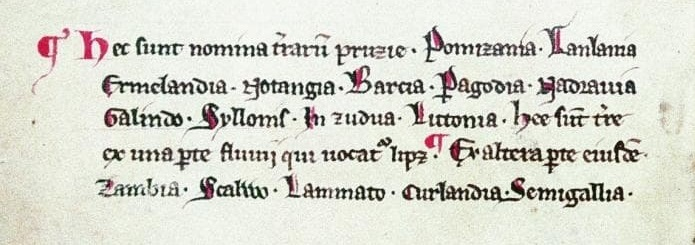
Lista ziem pruskich z duńskiego kodeksu Liber Census Daniae z ok. 1210–1231 r. Galindia wymieniona pierwsza w trzecim rzędzie.

Galindowie (Golędź) z północnej Rusi na mapie Rusi Kijowskiej

Po grupie olsztyńskiej następnie nastąpiła przerwa kulturowa, być może związana z wywędrowaniem w VII wieku ludu wiązanego z grupą olsztyńską i przybyciem w VIII wieku na jego miejsce innego ludu bałtyjskiego, który przejął nazwę poprzedników, ale charakteryzującego się odmiennym sposobem zamieszkiwania (poprzez budowę od IX wieku niestosowanych wcześniej grodów zamiast nieobronnych i porzuconych osad) i innym porządkiem pogrzebowym (porzucenie płaskich cmentarzysk ciałopalnych).
Z wykopalisk wynika, że niektóre osady na terenie Galindii w XI wieku zostały zniszczone. Jan Długosz łączy te zniszczenia z późną wzmianką o wyprawie Bolesława Chrobrego do Prus w 1015 roku. W latach 1107–08, 1110–11 oraz prawdopodobnie w 1115 roku miały miejsce wyprawy Bolesława Krzywoustego do Prus, które być może dotarły do Galindii.
Kolejne wzmianki odnoszące się do Galindów pojawiają się dopiero w XIII wieku w dokumencie Liber Census Daniae (ok. 1210–1231) duńskiego króla Waldemara II, który w 1210 r. wziął udział w wyprawie krzyżowej do Prus, najeżdżając je od strony Pomorza Gdańskiego. W dziele tym wspomniana jest nazwa Galindo, jako jednej ze zhołdowanych ziem pruskich: 
„Hec sunt nomina terrarum Pruzie: Pomizania, Lanlania, Ermelandia, Notangia, Barcia, Peragodia, Nadrauia, Galindo, Syllonis, in Zudua, Littonia. Hec sunt terre ex una parte fluvii, qui vocatur Lipz. Ex altera parte eiusdem: Zambia, Scalewo, Lammato, Curlandia, Semigallia”.
Tłumaczenie: To są nazwy ziem pruskich:  Pomezania, Lanzania, Warmia, Natangia, Barcja, Peragodia, Nadrowia, Galindia, Syllonis w Sudowii, Litwa. To są ziemie od jednej części rzeki, która nazywa się Lipz (Pregoła). Od drugiej części: Sambia, Skalowia, Lammato, ziemia Kurów, ziemia Zemgalów.
Bulla papieża Innocentego IV z 19 maja 1253 przyznawała księciu Kazimierzowi kujawskiemu (synowi Konrada Mazowieckiego) ziemię „que Galens dicitur”, co doprowadziło do sporu Kazimierza z Krzyżakami.
O Galindach wspominał około 1326 roku krzyżacki kronikarz Piotr z Dusburga opisując ich jako wyjątkowo okrutne plemię, które atakowało położone na południu chrześcijańskie ziemie znajdujące się pod władzą Piastów, przy czym jedna z takich wypraw, według legendy, zakończyć się miało w konsekwencji zagładą całego plemienia: 
„Terra Prussia in undecim partes dividitur. Prima fuit Colmensis & Lubavia, qvaeante introitum Fratrum Domus Teutonicae qvasi fuerat desolata. Secunda Pomesania, in qua Pomesani. Tertia Pogesana in qva Pogesani. Qvarta Warmia, in qva Warmienses. Qvinta Nattangia, in qva Nattangi. Sexta Sambia, in qva Sambitae. Septima Nadrovia, in qva Nadrovitae. Octava Scalovia, in qva Scalovitae. Nona Sudovia, in qva Sudovitae. Decima Galindia. Undecima Barthe & Plica  Barthe, qvaenunc major & minor Bartha diditur, in qva Barthi vel Barthenses habitabant”.
Nie do końca jasny jest schyłek plemienia Galindów, który nastąpił jeszcze przed przybyciem Krzyżaków. Według przytoczonej przez kronikarza Piotra z Dusburga Legendy galindzkiej plemię Galindów zostało wymordowane przez Jaćwingów, którzy najechali ich tereny zimą, gdy łatwiej było przedostać się przez bagna. Mężczyźni mieli zostać wymordowani, natomiast kobiety i dzieci zostały wzięte w niewolę. Według innej legendy, niemal wszyscy mężczyźni zginęli wcześniej podczas walk z Polakami, a Jaćwingowie zastali w osadach tylko kobiety i dzieci. Według kroniki krzyżackiej Chronicon terrae Prussiae autorstwa Piotra z Dusburga z 1326 r., w XIII wieku (a więc sto lat wcześniej) tereny Galindii były już wyludnione (terra desolata).
Od nazwy plemienia pochodzi też nazwa Wielkiej Puszczy (Puszcza Galindzka) kompleksu leśnego odgradzającego Prusy od Jaćwieży, Litwy i Mazowsza, który w początku XIII wieku był już praktycznie bezludny.

### Galindowie wschodni
W formie „Golędź” (starorus. Голѧдь) źródła ruskie wzmiankują od roku 1058 lud bałtyjskiego pochodzenia żyjący nad rzeką Protwą, dopływem Oki, pomiędzy ziemiami Wiatyczów i Krywiczów. Utożsamia się z nimi kulturę moszczyńską.

## Kultura
Według przekazów Galindowie zamieszkiwali głównie tereny podmokłe i bagniste, co miało pozwolić na uniknięcie najazdów ze strony innych plemion. Na takich terenach Galindowie budowali prawdopodobnie drewniane chaty stawiane na palach wbijanych w bagno. Z takich samych pali budowali też ścieżki, tzw. kūlgrindy, które prowadziły przez najbardziej niebezpieczne odcinki bagien. Do osady Galindów prowadziło zazwyczaj kilkanaście takich ścieżek, z czego tylko kilka było ukończonych. Reszta ścieżek urywała się nagle w środku bagna, przez co oddziały innych plemion często nie mogły dotrzeć do osad Galindów. Funkcjonująca do VII wieku grupa olsztyńska identyfikowana z Galindami charakteryzuje się znacznym bogactwem pochówków, jednak nie jest pewne czy był to ten sam lud nazywany tak później w źródłach. Galindowie najprawdopodobniej kremowali swoich zmarłych, ponieważ ciałopalenie było cechą charakterystyczną pruskiego rytuału pogrzebowego.